# Raripilamynta
Raripilamynta (Mentha ×smithiana) som också kallas rödmynta är en hybrid i familjen kransblommiga växter. Tre arter ingår i korsningen; grönmynta (M. spicta), åkermynta (M. arvensis) och vattenmynta ((M. aquatica). Vanligen uppstår hybriden där grönmynta och kransmynta (M. ×verticillata) möts. 
Raripilamynta är en flerårig ört med upprätta, till 150 cm höga, mer eller mindre kala stjälkar som vanligen är rödaktiga. Bladen har korta bladskaft, de är äggrunda med rundad bas, djupt naggade, glänsande mörkgröna. Ovansidan är kal och bladundersidan har håriga nerver.  Blommorna sitter i kransar i bladvecken, de är vanligen sterila. Blomskaften är kala eller nästan kala. Fodret är kalt, rör- till klockformigt, foderflikarna är trekantiga till syllika men en nerv. Kronan är violett.

## Sorter
- 'Red Raripila' (syn. 'Rubra' )
- 'Wirtgeniana' - har vanligen smalare, något konvexa blad med avsmalnande till killik bas.

## Synonymer
- Mentha ×rubra Sm. nom. illeg. non Mill.
- Mentha ×smithiana nothovar. wirtgeniana (Schultz) Duvigneaud